# Pooh
Pooh (укр. Пу) — італійський гурт біт та поп музики.
Опублікували 49 альбомів, серед яких 31 студійний, 4 концертних та 14 збірок. Разом з синглами продали 43 мільйони дисків.
Вперше в Італії записали CD та CD з CD-ROM, використали на концертах лазер, створили музичний сайт (неодноразово визнавався найкращим музичним сайтом року), видали один з перших концептуальних альбомів тощо.
У складі гурту Доді Баталья, що декілька разів визнавався найкращим гітаристом Європи та Італії.
Рікардо Фольї з 1966 до 1972 був басистом та вокалістом гурту, що позначилось на подальшій його творчості.
Переможець Фестивалю у Санремо 1990, неодноразово брав участь у Фестивальбарі, має велику кількість платинових дисків та інших нагород. Учасники гурту обезсмерчені в римському музеї воскових фігур і отримали від президента Італії титул кавалерів ордена «За заслуги перед Італійською Республікою».
За давністю, плідністю та безперервністю кар'єри не мають в Італії конкурентів.

## Історія

### Шістдесяті роки
Гурт виник у 1964у Болоньї під назвою Jaguars (Ягуари). Ініціаторами його створення були ударник Валеріо Неґріні та молодий гітарист Мауро Бертолі.
Після різних змін, наприкінці 1965, сформувався відносно стабільний склад: Валеріо Неґріні (Валеріо Negrini) (ударні), Мауро Бертолі (Mauro Bertoli) та Маріо Коретті (Mario Goretti) (гітари), Джанкарло Кантеллі (Giancarlo Cantelli) (бас-гітара) та Бруно Баррако (Bruno Barraco) (клавішник). У 1965 сталися дві заміни: Боб Джиллот (Bob Gillot) замість Баррако та Джільберто Фаджолі (Gilberto Faggioli) замість Канделлі.
У січні 1966 отримують контракт з Vedette, фірма грамзапису Армандо Шаша (Armando Sciascia), яка, втративши в цей час Equipe 84, шукала нову біт-групу. Оскільки існував римський гурт з тією ж назвою (Jaguars), і він вже записав сорокап'ятку, необхідно було знайти нове найменування. Воно обирається за підказкою Алікі (Aliki), секретарки Шаша, і походить від Вінні Пуха (Winnie-the-Pooh), знакомитого ведмедика з дитячої книжки. Таким чином, у 1966 народжується гурт Pooh.
Попередньо було випущено сорокап'ятку з назвою The Clockwork Oranges, що складалась з двох пісень англійською: Ready steady та After tonight (переклад Prima di cominciare (Перш ніж почати) та Notte senza fine (Ніч без кінця), пісні гурту Equipe 84).
Лише в 1998, у зв'язку з перевиданням на CD альбому Contrasto, Валеріо Неґріні зізнається, що під цією назвою в дійсності приховуються Pooh у своєму первісному складі. Втім, ці композиції не включаються до повної дискографії ансамблю.
У лютому 1966 гурт публікує першу сорокап'ятку:
Vieni fuori (Keep on Running), кавер композиції бірмінгемського рок-гурту Spencer Davis Group. Потім беруть участь у телепрограмі Settevoci, де репрезентують пісню Quello che non sai (Те чого не знаєш), кавер Rag doll американського гурту Four Seasons, опублікована як сторона B Bikini Beat(друга сорокап'ятка, що вийшла в травні), яка була замовлена ансамблю як рекламний Джинґл відомою маркою губної помади.
Зразу після цього молодий бергамець Робі Факкінетті заступає за клавішами Боба Джиллота. Влітку того ж року, Рікардо Фольї входить до складу гурту заступаючи Джільберто Фаджолі, якого, за думкою деяких журналістів було «прогнано». Зустріч з екс-співаком Slenders, рок-групи з Пйомбіно, відбулась у міланському Piper.
Пізньою осінню Pooh беруть участь у Festival delle Rose (Фестиваль роз) з першою композицією Факкінетті Brennero '66, яка була знята з цензурних міркувань оскільки в ній йшлось про тероризм у Альто Адідже. Валеріо Неґріні був вимушений нашвидку написати інший текст для пісні, яка стала називатись Le campane del silenzio (Поля тиші). Під час концерту на радіо виникли технічні перешкоди, що не дозволило прослухати її. В результаті вона посіла останнє місце.
Перший альбом Per quelli come noi (Для таких як ми) публікується в кінці року та продається більше ніж у 15 000 копіях. Він презентує перезапис новим складом пісень, що виходили на сорокап'ятках плюс нові композиції; складається з шести каверів та шести пісень, написаних дуетом Факкінетті-Неґріні. Ще не зареєстровані в Італійській агенції з захисту авторських прав Siae, вони не підписують свої пісні). Лише у перевиданні альбому на CD вказано авторство Неґріні та Факкінетті.
У квітні 1967, публікується четверта сорокап'ятка Nel buio/Cose di questo mondo (У темряві/Речі цього світу) і зразу потому Pooh лишаються вчотирьох; Мауро Бертолі одружується на молодій танцівниці й вирішує припинити музичну кар'єру
Гурт залишається квартетом аж до вересня 2009.
У квітні 1968 Pooh вперше потрапляє до хіт-параду з піснею Piccola Katy (Маленька Кеті), і досягає п'ятнадцятої позиції. Пісня є стороною B In silenzio (В тиші), п'ятої сорокап'ятки гурту.
Невдовзі після публікації диска, втомлений постійними пересуваннями Італією, йде з групи Маріо Ґоретті. Він повертається до своєї Болоньї, де відкриває фірму підсилювачів. У вересні 1968 його заступає молодий болонський гітарист Доді Баталья, якому ледь минуло сімнадцять років. Pooh познайомились з ним під час одного болонського свята, на якому він виступав з віртуозним гітарним соло з Shadows.
Учасник Meteors (ансамбль-акомпаніатор Джанні Моранді), стає неоціненним надбанням для гурту, що негайно позначилось на його творчому зростанні.

Склад близько 1969—1970: Валеріо, Доді, Рікардо Фольї e Робі.

В цьому році відносини між Pooh та фірмою грамзапису дають тріщину внаслідок публікації, у липні 1968, їх другого альбому Contrasto (укр. протидія; перешкода; чвара; контраст). Випущений потай, в той час, коли гурт був у турне, диск невдовзі вилучається з ринку. Цей альбом справді містить в собі проби та брак, окрім успішного синглу In silenzio/Piccola Katy.
У жовтні виходить шоста сорокап'ятка Buonanotte Penny (Добраніч Пенні), тут вперше співає та грає Баталья, однак досягти успіху попереднього синглу не вдається.
У 1969 виходить сингл Mary Ann (сьома сорокап'ятка), яка бере участь у Кантаджиро і посідає передостаннє місце. Pooh отримує ярлик easy (легкий), для дівчаток. репутація, що її, незважаючи на зусилля протягом всієї кар'єри, цілковито позбутися ансамблю так і не вдалось.
Як реакція на це «звинувачення», у 1969, виходить третій альбом 'Memorie (Спогади), який отримав схвалення критики, але не був прийнятий публікою. У листопаді виходить восьма сорокап'ятка з Goodbye Madama Butterfly (До побачення мадам Батерфляй).
Альбом Memorie являє собою один з перших концептуальних альбомів в історії італійської легкої музики. Вперше в творчості групи тексти пісень гуртуються довкола єдиного задуму, в якому вимальовується історія життя в гірких та критичних тонах. Саме з цієї платівки, з розрідженої атмосфери та меланхолійних мелодій починають впізнаватися майбутні Pooh.
Слабкий комерційний ефект диска, пов'язаний з напругою спричиненою злигоднями Contrasto, підштовхує групу не поновлювати контракт з Vedette і змінити фірму грамзапису.

### Сімдесяті роки
У 1971 Pooh (Валеріо, Робі, Рікардо та Доді) переходять до багатонаціональної корпорації CBS, і з продюсером Джанкарло Лукаріелло (Giancarlo Lucariello) досягають перших великих успіхів.
Сингл Tanta voglia di lei піднімається на перше місце в чарті ледве за два тижні. Теж трапляється з Pensiero (Дума), яка продається більш ніж у мільйоні копіях (попри те, що всі вважають її любовною піснею, в ній йдеться про ув'язненого). Обидва сингли входять до чартів Південної Америки, негайно піднімаючись на перші позиції, і продаючись за декілька місяців відповідно у 450 000 та 1 200 000 копіях.

Виходить диск Opera prima (Перша праця), у якому зливаються симфонічна музика з італійською мелодією (наприклад, однойменна композиція).
Валеріо Неґріні покидає ансамбль, залишаючись при цьому його текстярем і прихованим п'ятим учасником. Його заступає Стефано Д'Ораціо, римський ударник, який вже працював у деяких гуртах, наприклад, в I Naufraghi (з якими записав пару сорокап'яток і звукову доріжку та Il Punto.
Pooh записують англійською декілька своїх композицій: Tutto alle tre стає The Suitcase, і CBS вирішує включити її в збірку, до якої увіходять найкращі артисти з її величезного каталогу. Tanta voglia di lei стає другою на Фестивальбарі.
У 1972 (Робі, Рікардо, Доді e Stefano) досягають міжнародної відомості, завдяки ефектним та драматичним синглам Noi due nel mondo e nell'anima (Ми двоє у світі та душі) (зворотна Nascerò con te (Народжусь з тобою)), Cosa si può dire di te (Що можу сказати про тебе) (зворотна Quando una lei va via (Коли вона йде геть)).
Nascerò con te відводиться роль пісні для музичних автоматів, в той час як Noi due nel mondo e nell'anima призначається для просування на радіо. З Лондона прибуває синтезатор Minimoog, звук якого з'являється саме в цій композиції.
Альбом цього ж року Alessandra присвячується новонародженій доньці Робі Факкінетті Алессандрі, і відзначається важливою вокальною роллю Робі (до того вокал переважно ділився між Рікардо Фольї та Доді Баталья) і появою Доді як автора музики.
Під впливом Лукаріелло, ансамбль відкладає в бік свої інструментувальні здібності, поступаючись місцем струнним елегантного оркестру Франко Мональді (Franco Monaldi). Крім того, продюсеру вдалося настояти (вперше й останнє), щоб цей диск складався виключно з любовних пісень. На ньому майже повністю зникає електро-гітара, переважно замінена акустичними арпеджіо Доді.
В цей момент Рікардо Фольї, вирішує залишити гурт задля власної сольної кар'єри. За його переконанням, продюсер віддавав перевагу голосові Додіна шкоду йому, і певні підстави для такого міркування були. Здається, що гурт на межі розпуску, коли, після безкінечних прослуховувань, що відбувались у пральні готелю у північних Апеннінах (початок 1973), у Ронкобілаччо обирається новий басист Ред Канціан, гітарист прогресивного гурту Capsicum Red, в активі якого було дві сорокап'ятки і непоганий диск на 33 оберти.
Ред Канціан познайомився з Pooh у 1971 під час Фестивальбару, і після більш ніж сотні прослуховувань різних басистів, до гурту прийшла думка, що цей молодий гітарист з Тревізо буде ідеальним.
У 1973 виходить диск Parsifal, комплексний альбом з широким музичним та інструментальним розмахом. Підготовлена синглами Io e te per altri giorni та Infiniti noi (Безконечні ми), ця платівка змішує в унікальній для італійської естради манері симфонічний поп, що походить з Британії, з вигадливими мелодіями Робі Факкінетті (як у однойменній Parsifal або у L'anno, il posto, l'ora (Рік, місце, година)). Музичний стиль та характер музики вказують на впливи Pink Floyd та Genesis, Beatles та Bee Gees. Однойменна з альбомом композиція являє собою важливий етап в історії гурту, оскільки її друга частина є цілковито інструментальною. Вона також є першим треком, де гітарне соло Доді з усією очевидністю досягає помітних результатів.
Композиція Lettera da Marienbad (Лист до Марієнбада) обирається як сторона B синглу Io e te per altri giorni, і лишається поза версією платівки на 33 оберти.
У 1974, зі збіркою I Pooh 1971—1974, закінчується період великих успіхів. Композиції розташовані на платівці у хронологічному порядку й добре показують швидкість вистигання музичного стилю гурту за ці чотири роки. До диска включаються Se sai, se puoi se vuoi (Якщо знаєш, якщо можеш, якщо хочеш)та Per te qualcosa ancora (Для тебе щось ще), використані як сторона A відповідних [[Сингл|сорокап'яток)) а також E vorrei (І я.бажав би)
Обидва сингли не досягли успіху попередніх хітів.
1975 — перехідний рік. Наступні два щедро облямовані симфонічною музикою альбоми мають скромний комерційний успіх. Un po' del nostro tempo migliore (Трошки з нашого найкращого часу) виявляється надто важким для публіки Pooh, звиклої до легко схоплюваних пісень. Масивне використання оркестру та таких інструментів як клавесин, довгі інструментальні уривки, часті зміни темпу та ритму, вибагливі і несподівані мелодії, роблячи музику цікавою і красивою, не сприяють проходженню її на радіо. Вона тяжіє до симфонізму та академізму, але віддаляється від комерційного успіху. З альбому не витягуються сингли, проте у пам'яті залишаються такі композиції як Eleonora mia madre (Елеонора моя матір)(дебют Д'Ораціо як текстяра) та Il tempo, una donna, la città (Час, жінка, місто), композиція більш ніж на 10 хвилин, що через довжину, урочистість та коротку інструментальну коду розглядається як біс Парсифаля.
альбом Forse ancora poesia (Може ще поезія)також не вдається продати як Parsifal: обраній для просування Ninna Nanna (Колискова), ледь увіходить до top 10 синглів. Слід зауважить, що оркестрове аранжування було нав'язане продюсером (Лукаріелло), в той час як гурт висловлювався на користь акустичного інструментування. Диск продукується доволі поквапливо, є менш відпрацьованим та опорядженим ніж попередній. Pooh довгий час відмовлялися виконувати композиції з нього на своїх концертах, незважаючи на присутність на ньому таких улюблених фанами пісень як Un posto sulla strada (Місце на дорозі), Quinta stagione (П'ята пора року) та Cara bellissima (Люба красуне).
Через те, що у Лукаріелло більше не виходить зміцнювати успіх ансамблю, зростають непорозуміння. Прагнення продовжити грати, зменшивши внесок оркестру, нарешті приводить ансамбль до самопродюсування (перший випадок жанру в Італії) та остаточного розриву з продюсером, який привів їх до успіху.
У 1976[3] Слід зауважить, що оркестрове аранжування було нав'язане продюсером (Лукаріелло), в той час як гурт висловлювався на користь акустичного інструментування. Диск продукується доволі поквапливо, є менш відпрацьованим та опорядженим ніж попередній. Pooh довгий час відмовлялися виконувати композиції з нього на своїх концертах, незважаючи на присутність на ньому таких улюблених фанами пісень як Un posto sulla strada (Місце на дорозі), Quinta stagione (П'ята пора року) та Cara bellissima (Люба красуне).
Через те, що у Лукаріелло більше не виходить зміцнювати успіх ансамблю, зростають непорозуміння. Прагнення продовжити грати, зменшивши внесок оркестру, нарешті приводить ансамбль до самопродюсування (перший випадок жанру в Італії) та остаточного розриву з продюсером, який привів їх до успіху.
У 1976 з'являються пісні Linda (з якою Pooh беруть участь у Фестивальбарі, Miguel Bosé співає її іспанською, маючи успіх) та Pierre. Вони входять до альбому Poohlover, який ясно свідчить про повернення до недавнього минулого. Композиції стають легкішими й багатше аранжированими для квартету (що дозволяє пухівцям зростати як музикантам, незважаючи на ще залишену струнну секцію в акомпанементі, яка здебільша явно відходить на задній план і відіграє оздоблювальну функцію). Тексти більш не концентруються лише на коханні, вони наближаються до щоденності та соціальних проблем; у Poohlover йдеться про гомосексуалів, повій, циганів та в'язнів.
Робі, Доді та Стефано, без Реда, але у супроводі Валеріо як співака, в цей момент роблять відступлення, записуючи під назвою Mediterraneo System сорокап'ятку з композиціями Ci pensi? (Ти думаєш про це?)та Mezzanotte a maggio (Північ в травні).

Il logo dei Pooh adottato intorno al 1978

У 1977 беруть участь у звуковій доріжці телепостановки La gabbia (Клітка), з інструментальними композиціями Risveglio (Пробудження) та La Gabbia (Клітка).
З цього року починається період пишності: великі концерти на стадіонах, лазерні промені, димові гази на сцені, що стають на десятиріччя символами гурту, поряд з яскравою, притаманною гурту музикою. В цей час Pooh беруть участь у багатьох випусках популярної телепрограми Domenica In з Коррадо Мантоні.
Підготовлений літньою сорокап'яткою Dammi solo un minuto (Дай мені лише хвилину), виходить альбом Rotolando respirando, продукований новою фірмою грамзапису CGD, з якою гурт підписує контракт, після розриву з CBS; Це наповнений енергією та життєвою силою диск, що вміло переходить від легкого попу до доволі енергійного року композиції зі знаменитим соло Доді Баталья, яка дала йому назву, або ж до Ancora tra un anno (Ще через рік), що вона й до сьогодні є композицією закінчення їх концертів.
Платівка записується двічі через те, що під час першої сесії були зроблені помилки у міксажі. Щоб виправити технічні помилки, Pooh вирішують реміксувати альбом на Stone Castle Studios Замку (Castello) Каримате, в ту епоху однієї з провідних в Європі студій звукозапису.
У лютому 1978 виходить збірка Pooh 1975—1978, складена з 12 композицій, з яких 4 ніколи не публікувались на довгограючій платівці (Donna davvero (Жінка насправді), È bello riaverti (Чудово знову бути з тобою), La gabbia (Клітка) та Risveglio (Пробудження)). Успіх, що зростав, призводить до запису іншого важливого диску Boomerang (Бумеранг) (1978).
Вперше спостерігаються гойне використання синтезаторів та численні віртуозні рифи електрогітари, навіть у вокальних партіях. У цьому альбомі також вперше повністю відмовляються від акомпанементу смичкових.
Сингл Cercami (Знайди мене) та композиції Pronto buongiorno è la sveglia, Ci penserò domani (Про це я подумаю завтра) (з безладовим басом (fretless) Реда на передньому плані), Classe '58 та Il ragazzo del cielo (Lindbergh) (Хлопець з неба) мають помітний успіх і знаходяться поміж найбільш улюблених фанами.
Паоло Стеффан, учасник Capsicum Red та дуету Genova & Steffan, великий друг Реда Канціана, малює логотип, що й досі використовується групою.
На початку 1979 виходить сингл Fantastic fly (Фантастичний політ) (сторона B Odissey), звукова доріжка телепостановки «Racconti fantastici» (Фантастичні оповідання), за оповіданнями Едгара По.
У тому ж році виходить альбом Viva, і Pooh продає більш ніж 600 000 його копій.
Такі композиції як Io sono vivo (Я є живий) (що залишається в чарті 51 тиждень), Notte a sorpresa (Несподівана ніч), L'ultima notte di caccia (Остання ніч полювання), Tutto adesso (Все тепер), In concerto (На концерті) і досі є серед найбільш улюблених та запитаних прихильниками гурту.
Саме з Io sono vivo та Notte a sorpresa Pooh запроваджують моду рекламного відео для сорокап'яток.

### Вісімдесяті роки
У 1980 Pooh публікують альбом Hurricane (Гураган), первісно призначений для закордонного ринку. На диску Pooh переаранжують англійською найбільш цікаві пісні останнього триріччя. Альбому не вдається попасти до американських та британських чартів, тому доводиться видавати його і в Італії, де він не має успіху.
Наступний диск 1980, …Stop, готує нове десятиріччя сорокап'яткою Canterò per te (Співаю для тебе) (сторона B Stagione di vento (Сезон вітру))та іншими легендарними композиціями: Inca, Vienna (Відень), Aria di mezzanotte (Північне повітря), Ali per guardare, occhi per volare (Крила щоб бачити, очі щоб літати).
У лютому 1981 виходить збірка Pooh 1978—1981 , складена з 12 композицій, з яких 2 не з'являлись на довгограючих платівках (Giorno per giorno, Sei tua sei mia (Ти твоя, ти моя)).
У вересні 1981 — наступний успішний альбом Buona fortuna, (Хай щастить) з прекрасно прийнятими публікою на літніх сорокап'ятках композиціями Chi fermerà la musica (Хто зупинить музику), Buona fortuna, та автобіографічною Banda nel vento
(сторона B сорокап'ятки) а також Dove sto domani (Де я буду завтра), з характерною безладовою бас-гітарою Реда Канціана. На Chi fermerà la musica знімається помітний відеокліп, у якому Pooh обмінюються ролями, розповідаючи історію якогось гурту.
Навесні 1982 Pooh публікують свій перший концертний диск: Palasport (Палац спорту) — подвійний вініл, записаний під час турне 1981, в якому проходять по п'ятнадцяти роках своєї кар'єри, з двома новими композиціями, зіграними спеціально для турне: Canzone per l'inverno (Пісня для зими) та Siamo tutti come noi (Ми всі як ми).
Також у 1982, Джанні Тоньї (Gianni Togni), молодий кантауторе, що досяг успіху завдяки Luna (Місяць) та Semplice (Простий), запрошує Pooh заспівати у приспіві композиції Saremo noi платівки «Bollettino dei naviganti». Pooh записувались у студії, поруч з якою Тоньї зі своїм ансамблем пробували пісню. З римським кантауторе вони знайомі з початків, він, змінюючись з сардинським кантауторе П'єро Маррасом (Piero Marras), відкривав концерти гурту в сімдесятих.
У серпні цього ж року виходить сорокап'ятка Non siamo in pericolo (Ми не в небезпеці) (сторона B Anni senza fiato (Роки без подиху)).
Наслідуючи моді великих гуртів того часу, Pooh також вирішують поїхати за кордон, у тропіки, задля запису своїх творів. Так з'являються три наступні диски, менш беспосередні і прямі, ніж попередні. Можливо Pooh відчувають певну композиторську втому, проте успіх гурту залишається непохитним, і, попри кризові роки, показники продажів є вищими за середні.
Tropico del nord (Північний тропік), 1983, записується на студії Montserrat, на Карибах. Він є першою італійською довгограючою платівкою, що продається на CD має один додатковий трек (Colazione a New York (Сніданок у Нью-Йорку). Вперше на диску гурту з'являється пісня, аранжована лише вокально, тобто лише голосами, без жодного інструменту. Помітними є наступні композиції: Lettera da Berlino Est (Лист до східного Берліна), Grandi speranze (Великі сподівання), Cosa dici di me (Що ти говориш про мене). Під час запису Tropico del nord знімається відеокліп з пісеньдиска, що пізніше розповсюджується на VHS під назвою L'anno del Tropico (Рік Тропіка), і стає найкраще продаваною відеокасетою року в Італії.
З цієї платівки не вибираються офіційні сорокап'ятки, але багато композицій використовуються як сингли для просування, в тому числі і для закордонного ринку, де, наприклад, продавався синггл Lettera da Berlino Est-Mezzanotte per te.
Після турне на великих майданах, Pooh, за зразком багатьох американських груп, вирішують вдатися до турне невиличкими клубами задля поновлення інтимності у звучанні та емоційності малого простору, задля знаходження у контакті з людьми — відчуття, що гурт починав втрачати, граючи у віддаленні від публіки.
Під час запису диска, Робі компонує більшу частину композицій, що увійдуть в його перший сольний альбом названий просто Робі Факкінетті.
У 1984 Pooh летять на Мауї, на Гаваях задля запису альбому Aloha в студії Джорджа Бенсона. Там Pooh записують 9 треків, що складають довгограючу платівку, але один з них, Canzone per Lilli (Пісня для Лілі) пропонується лише на наступному перевипуску на Cd. Диск відкривається позитивною Ragazzi del mondo (Молодь світу), і взагалі тексти в основному невимушені та оптимістичні, як у минулому. Композиція Il giorno prima (Вчорашній день) переймається соціальними питаннями, говорячі про ядерну катастрофу, що може статися через війну двох надпотужних мілітаристичних держав того часу. Вибирається з диска пісня La mia donna (Моя жінка), написана Робі в Італії, але аранжована у студії «Lahina» на Мауї. Виконана вчотирьох, чергуючись у співі щорядково, композиція стає знаменитою передусім завдяки віртуозному гітарному соло Доді Баталья в інструментальній коді пісні. На диску відчувається суттєва присутність синтезатора Fairlight, що взагалі характеризує останню продукцію ансамблю. Особливе звучання ударних виявляється в Io vicino, io lontano (Я близько, я далеко), єдиній композиції альбому з гавайським присмаком.
У наступному італійському турне Стефано з'являється на сцені облаштований найновішими електронними ударними, замість звичних акустичних. Шоу починаються синтетичними звуками Робі у знаменитій Selvaggio (Дикун). З свого перебування на Гаваях Pooh привезли в Італію більш ніж годинний фільм, що був запропонований у Прайм-тайм на RAI. Він складався з відеокліпу з пісень записаних на острові, коментарів та анекдотів артистів. Почав продаватися у 2003 як перший офіційний DVD ансамблю.
В кінці року виходить четверта збірка гурту Pooh 1981—1984 e tutto quanto mai apparso su L.P. (Pooh 1981—1984 та все що ніколи не з'являлось на довгогграючих платівках). Це подвійний альбом, що складається з 19 композицій, серед яких 9 не публікувались на довгограючих (7 не з'являлись на CD).
Наступна версія CD поділиться на два окремі CD: Pooh 1981—1984 та I nostri anni senza fiato (Наші роки без передиху).
У 1985 Доді публікує свій перший сольний диск Più in alto che c'è (Вище ніж є), за участі Васко Россі у однойменній композиції.
Альбом того ж року Asia non Asia (Азія не Азія) записується в Японії, з використанням наймодерніших місцевих технологій. Диск виходить сповненим синтетичних гітар та клавішних. Композиція Se c'è un posto nel tuo cuore (Якщо є місце в твоєму серці), первісно виконана виключно Стефано Д'Ораціо, обирається як заключна заставка «Processo del Lunedì», а Se nasco un'altra volta (Якщо я народжуся ще раз) використовується задля просування диска та бере участь у Фестивальбарі.
Насамкінець року виходить збірка з 4 платівок Anthology; що є антологією попередніх чотирьох збірок.
У 1986, задля святкування двадцятиріччя гурту, виходить Giorni infiniti (Безкінечні дні) на суцільно білому вінілі. Звучання альбому повертає до початків групи та змішує акустику старого стилю з новими технологіями. Помітною є духова секція, керована Демо Морселлі)Demo Morselli), у яку також входять Амедео Б'янкі (Amedeo Bianchi) та Клаудіо Пасколі (Claudio Pascoli).
Значення цього альбому підкреслюється такими композиціями як Terry B., натхненна подіями, що з ними зіткнулась у попередньому році в Мілані американська модель Terry Broome, C'est difficile mais c'est la vie, з м'якою фортепіанною інтродукцією Робі Факкінетті, Venti (Двадцять / Вітри), автобіографічна пісня, в якій Pooh граються з подвійним хронологічним / атмосферним значенням назви. Повертається також Орган Хаммонда, що дає атмосферу шістдесятих в композиції L'altra parte del cielo (Інший бік неба).
Red публікує свій перший сольний диск Io e Red (Я є Ред), у якому беруть участь такі великі італійські артисти як текстярі (Паоло Конте, Енріко Руджері, Роберто Веккйоні, Мікі Порру) та виконавиці (Лоредана Берте, Delia Gualtiero, Betty Vittori).
Pooh обезсмерчуються в римському музеї воскових фігур і отримують від президента титул кавалерів Ордену за заслуги перед Італійською Республікою.
У 1986 виходить також збірка видана Vedette під назвою C'è l'amore negli occhi tuoi (Є любов в твоїх очах).
Зимове турне 1986 відображається на потрійному вінілі (у трьох різних відтінках сірого) і виходить у 1987 другим концертним альбомом Goodbye.
У 1987 публікується диск Il colore dei pensieri (Колір думок), в якому можна виділити Acqua dalla luna (Вода з місяця), у якій йдеться про екологію; Pooh повертається до розмов про політику у Dall'altra parte (З іншого боку), в якій йдеться про вітер змін, що знявся в Радянському Союзі. В цілому диск вийшов доволі рафінованим.
У 1988 з альбомом Oasi (Оаза) Pooh починають співпрацювати з Всесвітнім фондом природи. За прикладом попереднього диска гурт продовжує говорити про нагальні проблеми: тема руйнування планети підіймається у Nell'erba, nell'acqua e nel vento (У траві, у воді та у вітрі), про зростання расової дискримінації йдеться у Senza frontiere (Без кордонів), не лишаються в стороні від соціальних питань також мелодійні, типові для їх стилю такі композиції як Che vuoi che sia та душевна La ragazza con gli occhi di sole (Дівчина з сонячними очима) виконана Стефано Д'Ораціо і натхненна його зустріччю у римському автобусі (у пісні трансформованого у потяг)).
У 1989 Pooh випускають на ринок, обмеженим накладом, композицію Concerto per un'oasi (Концерт для оази), максі-сингл (записаний на зеленому вінілі), доход з якого повністю надходить до Всесвітнього фонду природи.
У тому ж році виходить збірка Un altro pensiero (Інша думка).

### Дев'яності роки
Дев'яності відкриваються перед ансамблем одним з небагатьох успіхів, яких йому ще бракувало за майже двадцятип'ятирічну кар'єру. у березні 1990 вони виграють Фестиваль Санремо з композицією Uomini soli, яку співають разом з «Dee Dee Bridgewater» (що запише композицію «Angel of the night» (Ангел ночі) кавер uomini soli). Невдовзі по тому виходить однойменний альбом, що містить в собі такі успішні композиції як L'altra donna (Інша жінка) (написана та виконана Доді Баталья), Giulia si sposa (Джулія береться) (написана Стефано Д'Ораціо) та Tu vivrai (Ти житимеш) (у співавторстві з Еросом Рамаццотті, Умберто Тоцці, Рафом та Енріко Руджері).
Також у 1990, у грудні, виходить подвійна збірка 25, la nostra storia (25, наша історія). З цього альбому народжується довге та вдале турне театрами.
У 1992 успіх Pooh, що зростає, підтверджується диском Il cielo è blu sopra le nuvole (Небо є синім над хмарами), що, як у старі часи, переповнений хітами: Maria marea, яка виходить також на синглі з різними версіями реміксів, 50 primavere (50 весен), Stare senza di te (Лишитися без тебе), La mia faccia (Моє обличчя).
У 1993 Робі публікує свою другу сольну роботу Fai col cuore (Робиш з серцем), — рафінований диск, записаний з Берлінським оркестром. У альбомі знаходить місце симпатичний дует Робі та Валеріо (автором всіх текстів диску) Facciamo una canzone (Співаємо пісню). Аранжування Фіо Дзанотті. Диск набув особливої енергійності з майстерними ударними Ґоліно (Golino), одного з найкращих ударників півострова.
Після заборони Реда, Доді та Стефано взяти Робі участь у Санремо з піснею «Vivrò» (Я житиму), Починають хитатися відносини всередині колективу.
З Il cielo è blu sopra le nuvole закінчується перша частина співробітництва Фіо Дзанотті та Pooh. Воно розпочалось у 1986, з альбому Giorni infiniti, коли Pooh залишили Джанфранко Мональді задля Фіо, який вже працював з Доді Баталья над його сольним альбомом. Дзанотті в цей період приносить деяке оновлення в звучання, що стає більш завершеним та гойним порівняно з попередніми працями. Але він є надто чутливим до того, що чиниться довкола нього і явно повторюється в інших працях. У наступних Il colore dei pensieri та Oasi складається та сама ситуація.
Коли Pooh залишили Фіо Дзанотті, вони сказали у інтерв'ю: «Дзанотті повторно брав аражування та звучання, які використовував у наших працях, в інші свої праці». Міра, на той момент, була переповнена.
1994 — переходний рік. Pooh вирішують повернуться до студії звукозапису задля публікації нового CD. Ред Канціан обирає студію Villa Condulmer У Венето, місце віддалене від міста та навіженого хаосу Мілана, віла, де можна відпочити у зелі долин регіону. Так набирає форми альбом Musicadentro (Музикавсередині), зіграний майже цілком на одному подихові, аранжований Доді Баталья у манері, що має передати на CD всю енергію гурту так, ніби це запис по трансляції.
Оформлення диску розробляється гуртом спільно з фірмою грамзапису і, натхненні певно «metal box» британського гурту Public Image Limited, видавці вирішують помістити CD у круглу металеву коробку. Для просування на радіо вибираються Le canzoni di domani (Завтрашні пісні) (композиція з політичним контекстом) і A cent'anni non si sbaglia più, на які були зняті цікаві кліпи. Однак, попри всі ці заходи, дискові не вдалося зворушити публіку; брак сильного хіта, який міг би витягти продажі, позначився тим, що альбом продається у близько 100 000 копіях і стає найменш проданим диском Pooh з 1971. Вину за це покладають на те, що у претензійному альбомі доволі цікавим мелодіям не відповідає рівень текстів, а передусім на творчу пригальмованість менш натхненного ніж у минулому гурту.
Доді Баталья пише Dietro la collina (Поза пагорбом), Senza musica senza parole (Без музики, без слів)(композиція з латинським присмаком на текст Стефано, у якому фрази зчеплюються з попередніми через останнє слово), Un leone in paradiso (Лев у раю) (присвячена померлому того року падре Менардо). Робі Факкінетті належать Vorrei (Я бажав би), Non ho bisogno di te (Не маю потреби в тобі) та E non serve che sia Natale.
У травні 1995 виходить їх третій концертний альбом, подвійний, під назвою Buonanotte ai suonatori (дослівно «Добраніч музикам», ідіома італійської мови аналогічна українським та й годі, і край). Однойменна пісня є єдиною неопублікованою композицією. Альбом вдалий та приємний: відчувається порозуміння та взаємодія з публікою, вдало репрезентується творчість гурту за попередні 30 років, має декілька надзвичайно влучних акустичних варіантів хітів, у яких з'являються акордеон та флейта.
У грудні того ж року виходить збірка присвячена 30-річному ювілеєві гурту. Вона має назву PoohBook, складається з 6 дисків, загалом 86 композицій.
Ред Канціан публікує свою першу книгу Magia dell'albero (Магія дерева). Стефано Д'Ораціо вирішує видавати фэнзин Poohnews, що з Musicadentro розповідає про стадії підготовки, анекдоти та цікаві випадки під час роботи над продукцією гурту.
Pooh повертаються на сцену завдяки диску Amici per sempre (Друзі назавжди), 1996, що містить в собі композиції Amici per sempre (Друзі назавжди), La donna del mio amico (Жінка мого друга), Cercando di te. Нові Pooh залишаються вірними своїй музиці, оновлюючись в аранжуванні відповідно до вимог моди. Всупереч назві, цей диск створювався у найскрутніших обставинах за всю історію ансамблю: музиканти майже не розмовляли один з одним, будь-який випадок ставав чудовим приводом для сварки, і здавалось, що «музична машина» всерйоз прибула на кінцеву зупинку. Доді погрожує, що покине гурт та записує окремо від інших диск. Але на щастя здоровий глузд артистів та успіх нового альбому припинили нелад.
Аранжування диска доручається Еммануеле Руффіненґо (Emmanuele Ruffinengo, молодому аранжувальнику, що співпрацював з великими світовими зірками і вже зустрічався з Pooh під час запису альбому Uomini soli та подальшого турне. Перед ним стоїть завдання освіжити звучання гурту, зробити його більш сучасним і роковим, зрештою виправити анналы групи після невдачи Musicadentro'. І йому це вдається: альбом стає одним з найвикористовуваніших на радіо, отримує широку прихильність публіки, яка схиляється до придбання CD також завдяки треку CD-ROM, що пропонує цікаву інформацію про гурт та його історію. Йдеться про перший інтерактивний трек на музичному CD спродукований в Італії. Pooh знову стають піонерами у царині технологічних інновацій на батьківщині, як і в 1983 коли були першими артистами, що випустили свій альбом на носії CD (Tropico del nord).
У лютому 1997, до відзначення тридцятиріччя Pooh, у видавництві «Mondadori» виходить перша біографія гурту. Вона отримує назву «Quello che non sai» (Те, чого ти не знаєш), так само як один з їх знаменитих хітів шістдесятих. Її готує до друку журналіст та критик Франко Дассісті (Franco Dassisti). Вона являє собою тверезий погляд на механізми, що дозволили ансамблю проіснувати такий довгий термін не зважаючі на досить серйозні кризи. Книга має надзвичайний успіх, і на найближчі сім тижнів розташовується на другому місті книжкових продажів, поступаючись лише бестселеру Сузанни Тамаро (Susanna Tamaro)) «Va dove ti porta il cuore» (Йди, коли тебе веде серце).
У листопаді 1997 публікується інша збірка, подвійна антологія The Best of Pooh що складається з 28 найуспішніших композицій з величезного каталогу групи, плюс, принагідно, двох нових Brava la vita, яка обирається для відеокліпу, та Non lasciarmi mai più (Не лишай мене більш ніколи), яка виявилась щасливішою за першу, лишившись у пам'яті фанів. Brava la vita записується також в особливій акустичній версії, у виконанні молодої співачки Сабріни Стіло (Sabrina Stilo).
У 1998 виходить Un minuto prima dell'alba (Хвилина перед світанком), оновленне перевидання першого з шести CD Poohbook, котрі виходили між 1993 та 1995.
Pooh, які з1990 повертаються до володіння частиною свого каталогу шістдесятих, вирішують опублікувати найкращі пісні цих років у нових, переаранжованих та переспіваних у сучасному ключі версіях дійсними учасниками ансамблю; вони беруться за пісні, що відійшли у забуття: Brennero 66 , E dopo questa notte та La solita storia.
У 1999 виходить Un posto felice (Щасливе місце), праця, що вважається надто слабкою, але яка користується повагою публіки. Композиції Dimmi di sì (Скажи мені так), Se balla da sola (Якщо вона танцює одна) та Mi manchi стають одними з найпопулярніших пісень 1999 року, дозволяють Pooh взяти участь у Фестивальбарі і знову заповнити площі та стадіони публікою, яку здавалось втратили через помилкові кроки середини десятиріччя. Зокрема, вже згадувана Dimmi di sì Стефано Д'Ораціо вирізняється своїм євробіттовим звучанням сімдесятих, що частково вказує на властивості наступних праць гурту.
Турне цього року справдило всі найсміливіші сподівання. Pooh дають змогу записати по трансляції останній етап літніх концертів, який відбувся у місті Ареццо, з чого робиться VHS, що містить в собі весь концерт та деякі сцени за кулісами (на Mediaset було вирізано декілька пісень, через брак місця). Між іншим, Mediaset вже транслював у 1991 концерт Pooh, присвячений двадцятип'ятиріччю гурту, що відбувався у вересні того року на стадіоні Arena Garibaldi у Пізі. В той раз йшлося про останнє число літнього турне з 25: la nostra storia.

### Двохтисячні роки

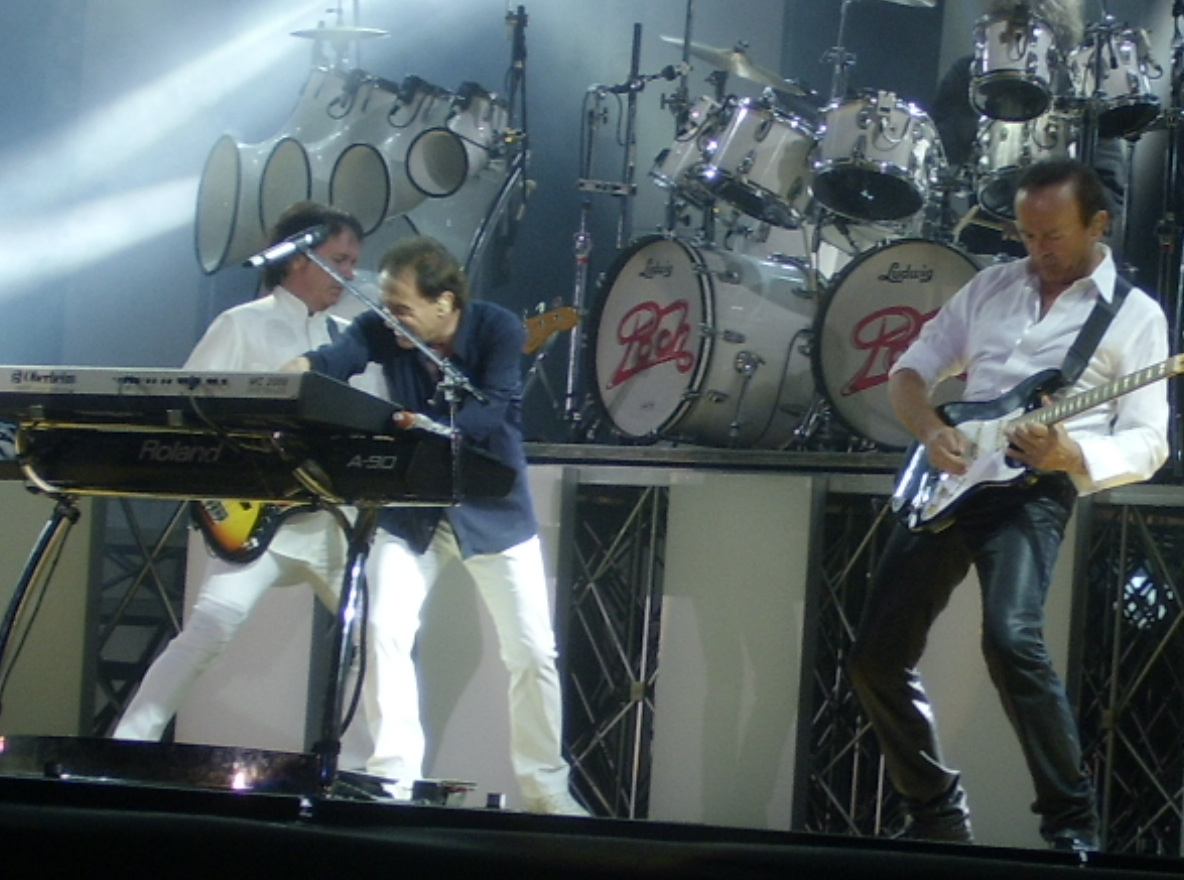
Pooh на концерті у 2009

Тисячоріччя закривається альбомом Cento di queste vite (2000), який повертається до звучання сімдесятих — цікава робота, що явно відрізняється від попередньої соціальною спрямованістю та характерністю. З цього диска вибирається багато синглів, особливо помітними є Stai con me (Будь зі мною), I respiri del mondo (Подихи світу), Un grande amore (Велике кохання) та заключна композиція Puoi sentirmi ancora (Ти можеш почути мене знову), пісня присвячена трагічно загиблій у дорожньо-транспортній пригоді шанувальниці гурту, має інструментальну коду.
У 2001, до святкування 35 років кар'єри Pooh вирішують опублікувати збірку Best of the Best, презентовану у двох версіях: перша складається з подвійного CD, друга — з одного CD, який містить один трек «live», узятий з турне Cento di queste vite. У обох версіях присутні три нові композиції: Portami via (Забери мене геть), написана Редом Канціаном — сингл призначений для радіо та ринку синглів;
E arrivi tu (І приходиш ти), лірична балада написана Доді Баталья на текст Стефано Д'Ораціо що, хоча й добре зроблена і включається групою до туру Італією з метою просування диска, лишається майже непоміченою радіостанціями; Figli (Сини), випередження альбому наступного року Pinocchio (Піноккіо).
У збірці, версія Figli аранжована більш роково, порівняно з варіантом, що використовується у мюзиклі. У турне Best of the Best Pooh презентують, в інструментальній версії, композицію C'era una volta (Був собі/Раз якось), яка відкриває мюзикл.
У серпні 2002 отримують «Премію Найкраща Італійська Група» (Premio Miglior Gruppo Italiano) огляду найкращих концертів «Fatti di Musica» (Музичні факти), визнання, що вони отримають і в наступних сезонах.
Pooh починають закладати підвалини мюзиклу. Режисура спектаклю доручається кіно і театральному акторові та театральному режисерові Саверіо Марконі (Saverio Marconi). Спочатку, ідея мюзиклу передбачала зовсім іншу історію, ніж та що з'явилась на сцені, Робі вже писав музику для Gabriel (Ґабріель), майбутнього месію, що його вигадав сам Факкінетті. Бачачи складнощі у зв'язуванні музики з цією історією, Саверіо Марконі радить Pooh обрати інший сюжет і ним стає Пінокйо — одна з найбільш читаних у світі книжок, що тільки-но повернулась на екрани з фільмом Роберто Беніньї.
Мюзикл, виведений на сцену музичним виробничим об'єднанням Саверіо Марконі «Compagnia della Rancia», стає одним з найпомітніших спектаклів останніх років і об'їжджає увесь півострів.
З цього експерименту видобувається диск Pinocchio, 2002, у який Pooh поміщують 11 найбільш репрезентативних композицій вистави, що спроможні мати власне життя поза театральною постановкою. Альбом отримує схвалення критики, але продажі його низькі у порівнянні з попередніми дисками. Головний сингл, що вийшов як CD сингл, є Il paese dei balocchi (Країна іграшок), пізніше з альбому вибираються інші сингли призначені для радіопередач: Voglio andare via (Я хочу піти), Vita (Життя), Un vero amico (Справжній друг).
У 2003 публікується Pinocchio-il grande musical (Піноккйо — великий мюзикл), подвійний CD з музикою вистави зіграною групою молодих музикантів та виконаною головними дієвими особами мюзиклу. Єдиною присутністю Pooh у диску є акустична гітара Доді Баталья у Vita. На ударних грає син Реда Канціана Филип.
У тому ж році Доді публікує дуже оригінальний та цікавий інструментальний CD D'Assolo (Соло), записаний з акустичною гітарою сконструйованою спеціально для цієї праці фірмою Maton. Диск з середземнноморським звучанням, зіграний повністю самим Доді, звук ударних видобувався ударами по коробці гітари.
Композиція Primavera a New York (Весна в Нью-Йорку) була написана Баталья більш ніж за двадцять років до публікації, але жодного разу не знайшла місця у дискографії гурту. У композиції ‘Nordinfesta’ беруть участь Мауріціо Сольєрі (Maurizio Solieri), відомий гітарист Васко Россі, та Франко Муссіда (Franco Mussida (PFM)), з якими, наприкінці дев'яностих, Баталья створив групу Le chitarre d'Italia (Гітари Італії). Завершальний поштовх до публікації надходить від Робі Факкінетті який, прослухавши 10 композицій Доді, переконує його презентувати диск на ринку звукозапису. Альбом презентується наживу на RadioItalia, в студіях Колоньо-Монцезе та у відкритому театрі Teatro Agorà у Чернуско-суль-Навільйо.
Також у 2003, виходить першиї DVD Pooh, Aloha, з реставрованими фільмами знятими під час перебування на Гаваях у 1984. DVD містить сім відеокліпів, що виходили на RAI. На диску бракує лише Tempi migliori.
В ці роки Pooh отримують нову відомість серед молоді завдяки комедії ситуацій Camera Café, де один з персонажів, Паоло Бітта (Paolo Bitta) (, є завзятим фаном гурту, і часто заспівує їх пісні під час перебігу епізодів; самі Pooh тричі брали участь у епізодах як запрошені зірки. (Arrivano i Pooh (Pooh приходять), I 40 anni dei Pooh (40 років Пу) та La guerra dei Pooh (Війна Пу)).
У 2004, після майже чотирьох років відсутності, Pooh повертаються до крамниць з CD Ascolta (Слухай), за назвою першої пісні альбому. Диск, зроблений у співпраці з аранжувальником Фіо Дзанотті, котрий в цей раз отримує ранг співпродюсера.
Настає той час, коли Pooh стають підприємством, яке не може допустити помилку на ринку звукозапису. Сила квартету полягає у злитті голосів, мелодіях Робі Факкінетті, креативності та музичній відкритості Реда Канціана, організації Стефано Д'Ораціо та гітарному таланті Доді Баталья. Дівчина, чия фотографія розміщена на обкладинці диска, — К'яра, донька Реда Канціана у генуезькому акваріумі.
Виходу диска передує сингл Capita quando capita (Розуміє коли розуміє), виразно комерційний хіт, на який знімається відеокліп в центрі Верони, важливого міста для останніх кліпів гурту; відео La grande festa також знімається на вулицях цього міста. Пізніше вибираються численні сингли для радіо: Ascolta з своєрідним шумом води на задньому плані, Per dimenticare te (Щоб забути тебе), Scusami (Вибач мене), та іронічна й автобіографічна Dove sono gli altri 3 (Де інші 3)
18 листопада 2005 виходить нова дискографічна праця Pooh, подвійний CD, La grande festa (Велике свято), збірка з найуспішнішого, плюс 2 нові композиції: La grande festa та Destini (Долі). Приблизний план присвяченого сорокаріччю туру передбачає понад 40 пісень, що відображають історію ансамблю від Vieni fuori, першої сорокап'ятки опублікованої у 1966, до останньої La grande festa, записаної у вересні 2005 за допомогою більш ніж 40 хористів обраних серед фанів гурту(відбір відбувався через оголошення на сайті ансамблю). У листопаді виходить книга, що стосується їх сорокарічної кар'єри: «La grande storia 1966—2006» (Велика історія 1966—2006), видана Giunti написана С. Нері (S. Neri).
З приводу чемпіонату світу з футболу (2006), що проходив у Німеччині з 9 червня, Pooh записують гімн збірної Італії, під назвою Cuore azzurro (Лазурне серце), дохід з запису передається на благодійні цілі. Композиція Cuore azzurro була кавер-версією відомої пісні Адріано Челентано Azzurro 1968 року. Порівняно з зимовим літнє турне передбачає деякі зміни у приблизному плані: викидається електричний мікс, і замінюється на акустичну версію Cuore azzurro. Багато разів разом з гуртом співають присутні на чемпіонаті телехронікери RAI. 9 вересня]] 2006 Pooh грають на історичній Арені ді Верона а на концерті у Падуї 22 вереснязнімаються на телекамери задля реалізації концертного DVD. Також у 2006 з'являється на всіх радіостанціях перша з двох нових композицій Il cielo non finisce mai (Небо не закінчиться ніколи), випередження концертного CD +DVD під назвою Noi con voi (Ми з вами). Назва іншої нової композиції — L'amore costa (Любов коштує).
У березні 2007 виходить Noi con voi — in versione integrale (Ми з вами — у повній версії) (2 CD), з 45 піснями у концертному виконанні плюс дві нові, вже присутні на Noi con voi, що вийшов у листопаді. Одночасно публікується подвійний DVD, який містить в собі весь концерт у Падуї перед 150 000 осіб, та близько 20 хвилин за кулісами.
1 лютого 2008 виходить Beat ReGeneration, альбом каверів інших ансамблів шістдесятих-початку сімдесятих. Перший вибраний сингл — La casa del sole (Дім сонця) італійського гурту (Los Marcellos Ferial), в свою чергу переклад знаменитої The House of the Rising Sun (Дім сонця, що сходить), яка неодноразово виконувалась у різноманітних версіях різними артистами. Між іншими славетними композиціями знаходиться 29 settembre (29 вересня), що здобула відомість у виконанні Equipe 84. Інші вибрані сингли — Nel cuore, nell'anima (У серці, в душі)та Un ragazzo di strada (Вуличний хлопчисько).
Диск супроводжується туром весною та літом цього ж року. Має великий успіх безкоштовний концерт 19 серпня у Реджо-Калабрія, на якому присутні понад 100 000 осіб, і який транслюється аудіо та відео RTL 102.5.
Тур 2008 — єдиний організований для Pooh «Milano Concerti», учасник транснаціональної компанії Live Nation , яка вже підтримувала таких італійських артистів, як, наприклад, Paola e Chiara). Після такого невеличкого досвіду, гурт все ж повертається до агенції Palma-Cusolito.
Продовжуючи тему каверів, у 2008 та 2009 Pooh беруть участь у трьох дисках інших виконавців. З акапельним салернським гуртом Neri per caso, у альбомі Angoli Diversi (Різні янголи), реінтерпретують Piccola Katy. З Орнеллою Ваноні, в альбомі дуетів Più di me (Більше мене), співають Eternità (Вічність) Camaleonti та самої Ваноні. Нарешті, у 2009, записують з Клаудіо Бальйоні переаранжовану версію Che begli amici (Що за прекрасні друзі), історичну композицію римського кантауторе знову запропоновану на диску Q.P.G.A., що вийшов у листопаді цього ж року.
У середині квітня 2009 у пресі з'являються повідомлення про швидкій вихід нового диска під назвою Ancora una notte insieme (Ще одна ніч разом) (2 CD), запланованого на 8 травня та про наступний тур, що починається 18 червня з Королевського палацу у Казерті, а також про те, що ударник Stefano D'Orazio збирається залишити гурт після 38 років співпраці.
Тур, кількість концертів в якому по ходу справи зросла з 4 до 38, закривається двома спеціальними вечорами у Міланському палаці спорту Forum di Assago, другий з них транслюється радіо у RTL 102.5, а також у телепередачі Ікс-Фактор Італія на Rai 2.
З 1º жовтня 2009 Pooh лишаються утрьох: Робі, Доді та Ред.
Премія Італійський Відеокліп (Premio Videoclip Italiano), конкурс музичного відео, присуджує кліпу Ancora una notte insieme (режисура Андреа Фальбо (Andrea Falbo) та Андреа Джанфеліче (Andrea Gianfelice)) спеціальну премію.
26 листопада виходить книга, що поновлює в пам'яті майже 44 роки кар'єри ансамблю: I nostri anni senza fiato (Наші роки без передиху), виданна Rizzoli.

### З 2010
У лютому 2010 Pooh повідомляють про вихід мюзиклу Aladin, написаного Стефано Д'Ораціо за участі його трьох екс-колег, авторів музики. Гурт працював над проектом ще до рішення ударника покинути Pooh.
5 березня виходить DVD, що містить зйомки останнього концерту на Ассаго 28 та 30 вересня.
На прес-конференції 3 березня 2010 (дата обрана щоб вказати на число 3у дні, у місяці та у сумі цифр року) Pooh відкривають свої плани на майбутнє, повідомляючи про продовження діяльності гурту, який складатиметься з трьох учасників (апробація здійснюється у Канаді в Casinò Fall View, поруч з Ніагарським водоспадом), і про намір запросити як Session musician легендарного британського ударника Steve Ferrone, який грав з такими всесвітньо відомими виконавцями як Ерік Клептон, Bee Gees, Duran Duran, Пол Саймон, Боб Ділан, U2, Slash, Том Петті та Джордж Гаррісон. На новому альбомі Dove comincia il sole (Де починається сонце), що виходить у жовтні, на ударних грає саме він. У відповідному турне з Pooh грають також додаткові гітарист Лудовіко Ваньйоне та клавішник Даніло Балло, обрані серед найпомітніших імен галузі. Тур починається 23 листопада у Ріміні, продовжується 25 листопада у Еболі, 27 листопада у Римі, 28 листопада у Ліворно, 30 листопада у Мілані, 2 грудня у Конельяно (Тревізо), і закінчується 3 грудня у Мантуї. Тур продовжується у 2011 охоплюючи інші міста Італії. У цьому випадку за ударними замість Steve Ferrone знаходиться Phil Mer, молодий ударник, що працював з Піно Даніеле і є дійсним ударником Malika Aiane.
Видобутий з альбому сингл називається Dove comincia il sole (Де починається Сонце). Це є рок-сюїта настроїв та атмосфери таких творів гурту як Parsifal та Il tempo, una donna, la città (Час, жінка, місто). Присутня на альбомі версія поділяється на дві частини: одна, на 6 хвилин, співається, інша, на 5, — інструментальна.
29 квітня 2011 троє Pooh з'являються на сцені разом зі Стефано Д'Ораціо, відповідно як супергості та суддя телепрограми «Ciak si canta», у прямому ефірі CPTV Rai Неаполя. При цій нагоді, Stefano визнає себе великим фаном Pooh, обіймає своїх екс-колег і спостерігає їх спів відбиваючи ритм ногами, можливо трохи засумно.
11 жовтня виходить Dove Comincia Il Sole Live - 27 серпня 2011 - Кастелло ді Есте, що розповсюджується у трьох версіях: подвійний CD, подвійний DVD та luxury edition, що містить в собі повний запис концерту у Есте. 13 жовтня 2011 Pooh беруть участь як гості в телевізійному шоу "Io Canto" ("Я співаю"), виступаючи у дуетах з молоддю та виконуючи свої найуспішніші композиції. 22 та 23 жовтня виступають у двох концертах у Канаді біля Ніагарського водоспаду під акомпанемент торонтского World Rock Sinphony Orchestra. 28 жовтня вони у Софії у Болгарії, де дають концерт у Палаці Культури з Classic FM Orchestra.
18 листопада Pooh повертаються на телебачення, з'явившись у програмі I Migliori Anni (Найкращі часи) телеведучого Карло Конті.
На гурт чекають міжнародні гастролі: у Бельгії, Франції, Швейцарії, Східній Європі, та у США.
З 29 листопада, гурт має офіційну сторінку на Facebook, Twitter e YouTube.
6 березня 2012 виходить Pooh Legend, коробка з чотирма dvd та чотирма книжками — понад 10 годин фільмування, багато з яких раніше не публікувалися. Самі Pooh у інтерв'ю повідомили, що їхні фани дуже давно прохали дати змогу добутися до їх архівів, і, нарешті, через Pooh Legend  це прохання задоволене.

## Досягнення, першості, Визнання
- 14 Telegatti
- 15 золотих дисків
- 47 платинових дисків
- 23 000 000 проданих альбомів та 20 milioni синглів
- 3500 концертів — понад 7000 годин музикування
- Перший фільм для телебачення про музикантів — Un po' del nostro tempo migliore (1973)
- Перші італійці, що використали технологію лазера у концертах (1978)
- Перший відеокліп в Італії на «Io sono vivo» (1979)
- Перші, хто використав носій CD для альбому «Tropico del nord» (1983)
- Перший лазерний диск з Aloha (1984)
- Перше відео у високій чіткості в Італії «Uomini soli» (1990)
- Автори першого всеіталійського мюзиклу «Pinocchio»(2003)
- Кавалери ордену «За заслуги перед Італійською Республікою» (1986)
- Три концерти у Ватиканскій Sala Nervi для папи Івана Павла II (1994—2000 — 2002)
- Статуї для Римского Музею Воскових Фігур (1986)
- Посланці Всесвітнього фонду природи з 1987
- Офіційне визнання центру Вивчення та Дослідження Академії Науки та Технології Цивільної Охорони

## Склад

### Актуальні учасники
- Камілло Фердинандо Факінетті Робі (Бергамо, 1 травня 1944), вокал та клавішні з 1966.
- Донато Баталья Доді (Болонья, 1 червня 1951), вокал та гітара з 1968.
- Бруно Канціан Red (Quinto di Treviso, 30 листопада 1951), вокал та бас-гітара з 1973, віолончель з 1975.

#### Актуальні співробітники
- Phil Mer, ударник у турне «Dove comincia il sole tour» 2011.
- Даніло Балло, аранжувальник Cento di queste vite, Pinocchio, Beat ReGeneration, Dove comincia il sole, клавішні та хор у турне «Dove comincia il sole tour».
- Лудовіко Ваньйоне, ритм-гітара у «Dove comincia il sole tour».

### Попередні учасники
- Боб Джиллот (Sheffield, 23 вересня 1939), вокал та клавішник у 1966.
- Джільберто Фаджолі (1945), вокал та бас-гітара у 1966.
- Мауро Бертолі (1944), вокал та гітара з 1966 до 1967.
- Маріо Коретті (1945), вокал та гітара з 1966 до 1968.
- Валеріо Неґріні (Болонья, 4 травня 1946), вокал та ударні і текстяр з 1966 до 1971; потім лише текстяр.
- Рікардо Фольї (Понтетера, 21 жовтня 1947), вокал та бас-гітара з 1966 до 1973.
- Стефано Д'Ораціо (Рим, 12 вересня 1948), вокал, ударні та траверс-флейта з 1971 до 2009, текстяр з 1975 до 2009.

## Дискографія (оригінальні студійні)
Докладно див. Дискографія Pooh
- 1966 — Per quelli come noi (Vedette, VRM 36033)
- 1968 — Contrasto (Vedette, VRMS 358)
- 1969 — Memorie (Vedette, VPA 8083)
- 1971 — Opera prima (CBS, S 64592)
- 1972 — Alessandra (CBS, 69023)
- 1973 — Parsifal (CBS, 69043)
- 1975 — Un po' del nostro tempo migliore (CBS, 69118)
- 1975 — Forse ancora poesia (CBS, 69212)
- 1976 — Poohlover (CBS, 86015)
- 1977 — Rotolando respirando (CGD, 20012)
- 1978 — Boomerang (CGD, 20077)
- 1979 — Viva (CGD, 20162)
- 1980 — Hurricane (CGD)
- 1980 — ...Stop (CGD, 20225)
- 1981 — Buona fortuna (CGD, 20264)
- 1983 — Tropico del nord (CGD, 20373)
- 1984 — Aloha (CGD, 20437)
- 1985 — Asia non Asia (CGD, 20471)
- 1986 — Giorni infiniti (CGD, 20537)
- 1987 — Il colore dei pensieri (CGD, 20686)
- 1988 — Oasi (CGD, 20852)
- 1990 — Uomini soli (CGD, 9031 71085 1)
- 1992 — Il cielo è blu sopra le nuvole (CGD, 4509 90400 1)
- 1994 — Musicadentro (CGD)
- 1996 — Amici per sempre (CGD East West, 0630 15818 2)
- 1999 — Un posto felice (CGD East West/Warner Music Italia, 3984 27171 2)
- 2000 — Cento di queste vite (CGD East West/Warner Music Italia, 8573 84532 2)
- 2002 — Pinocchio (Warner Music Italia, 5050466 0050 2 1)
- 2004 — Ascolta (CGD East West/Warner Music Italia, 5050467 3491 2 4)
- 2008 — Beat ReGeneration (Warner Music Italia/Atlantic Records, LP 8051442637113 — CD 5051442637210)
- 2010 — Dove comincia il sole (Artist First, 8 055118 730006 — Luxury Edition, 8 055118 730013)